# Erbschaftsvertrag
In einem Erbschaftsvertrag (in Deutschland in § 311b BGB; dort speziell Abs. 5 geregelt) treffen die gesetzlichen Erben ohne Mitwirkung des Erblassers Vereinbarungen über den späteren Nachlass.
Im Gegensatz dazu ist bei einem Erbvertrag – ähnlich wie beim Testament – der Erblasser beteiligt.